# Питерсен, Кэлвин
Кэ́лвин Луи́с Пи́терсен (англ. Calvin Louis Petersen; род. 19 октября 1994, Уотерлу, Айова) — американский хоккеист, вратарь клуба Национальной хоккейной лиги «Филадельфия Флайерз». Бронзовый призёр чемпионата мира 2021 года.

## Клубная карьера

### Юниорская карьера
С 2012 по 2014 год выступал в родном городе за клуб «Ватерлоо Блэк Хокс», за который провел 94 встречи и одержал 58 побед. После учёбы в средней школе Ватерлоо-Вест, Питерсен отыграл три сезона в Университете Нотр-Дам. В первом сезоне помог вывести Нотр-Дам в плей-офф NCAA. 6 марта 2015 года во время первой игры в плей-офф NCAA, Питерсен установил рекорд Дивизиона 1 — 87 сэйвов, играя в самом продолжительном студенческом хоккейном матче против «Минитменов» из Массачусетса . Игра длилась пять овертаймов и закончилась поражением в овертайме со счетом 3:4. Позже Нотр-Дам проиграл в четвертьфинале Массачусетсу-Лоуэллу. По окончании сезона Кэлвин был включен в состав сборной всех новичков NCAA и в состав Всеакадемической сборной NCAA 2015 года. Во втором сезоне он провел 37 игр в сезоне, из которых 19 побед. Он также был назван финалистом премии Майка Рихтера 2016 года как самый выдающийся вратарь мужского хоккея NCAA, и был назван MVP команды. В 2016 году Кэлвин был назначен капитаном команды и привел свою команду к Frozen Four 2017, где они проиграли «Денвер Пионерс» со счетом 1:6. По завершении сезона Питерсен был включен в список первой сборной NCAA и снова назван одним из финалистов премии Майка Рихтера 2017 года.

### Профессиональная карьера
На Драфте НХЛ 2013 года был выбран 5-м раунде под общим 129-м номером командой «Баффало Сейбрз». 1 июля 2017 года подписал двухлетний контракт начального уровня с «Лос-Анджелес Кингз» в качестве неограниченно свободного агента, так как не смог договориться о подписании контракта с «Баффало». Сезон 2017/18 Питерсен провел в составе «Онтарио Рейн». Питерсен также начал сезон 2018/19 в составе «Онтарио Рейн» после того, как был исключен из тренировочного лагеря «Кингз». Однако 12 ноября 2018 года он был вызван из АХЛ после того, как у вратаря «Лос-Анджелеса» Джека Кэмпбелла порвался мениск. На следующий вечер он дебютировал в НХЛ в матче против «Торонто Мэйпл Лифс», заменив стартера Питера Будая во втором периоде. «Кингз» проиграли «Лифс» со счетом 5:1, а Питерсен отразил 15 бросков из 16. В следующей игре, 16 ноября 2018 года, Кэлвин сыграл свой первый матч в старте против «Чикаго Блэкхокс». Он отразил 34 сейва и помог «Кингз» выиграть со счетом 2:1 по буллитам. 19 ноября 2018 года он записал свой первый в карьере «шатаут» в НХЛ, сделав 29 сейвов в матче и не пропустив ни одной шайбы в матче против «Сент-Луис Блюз», окончившимся со счетом 2:0 в пользу «королей». 16 июля 2019 года Питерсен подписал новый трехлетний контракт с «Лос-Анджелесом» на общую сумму $ 2,57 млн. 3 января 2020 года получил приглашение на Матч всех звезд АХЛ.

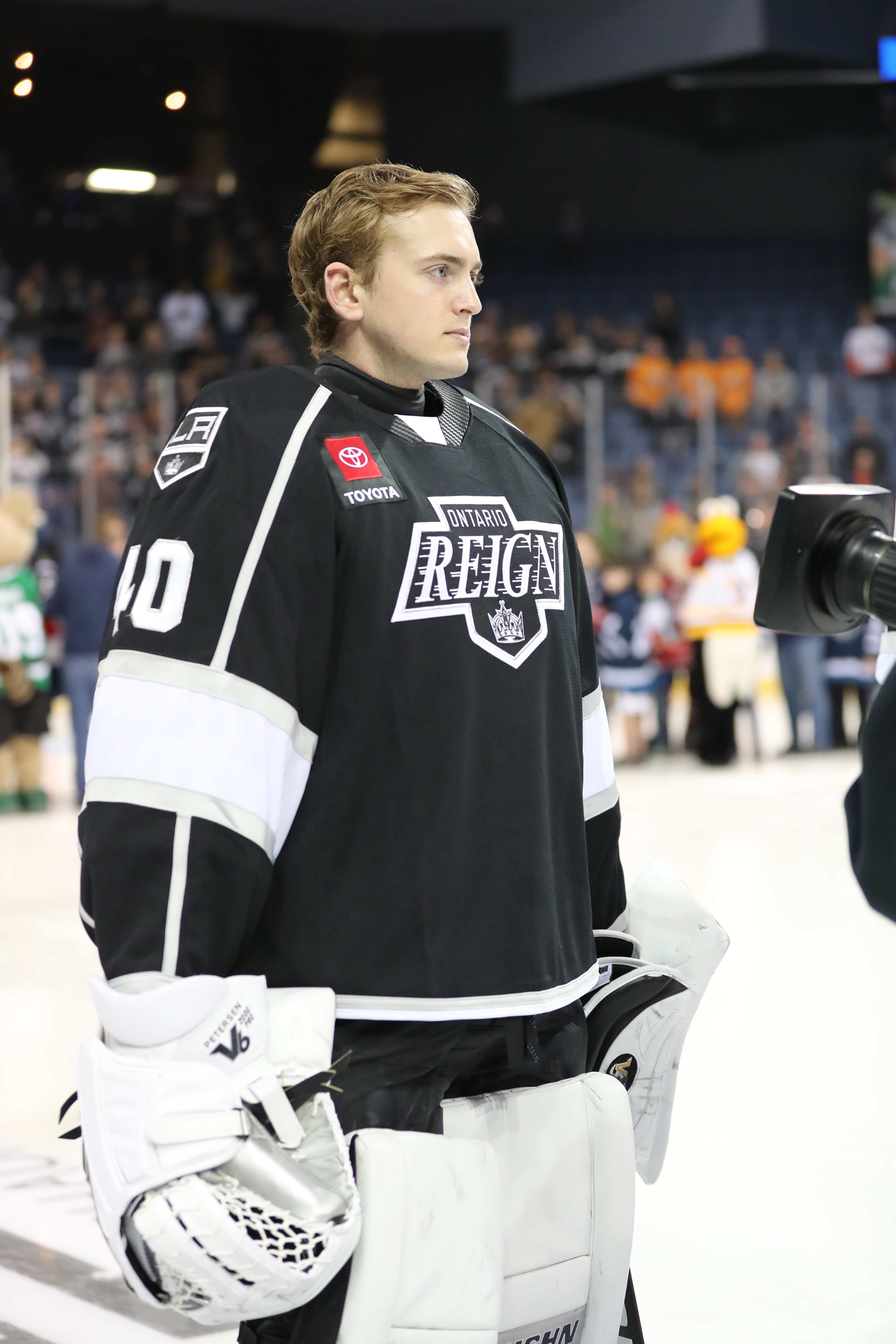
Питерсен в составе «Онтарио Рейн» в 2020 году

22 сентября 2021 года подписал трёхлетний контракт с «Лос-Анджелесом» на общую сумму $ 15 млн.
Сезон 2022/23 провёл неудачно, после 10 матчей имел лишь 86,8% отраженных бросков и был отправлен на драфт отказов, откуда его никто не забрал, а оставшийся сезон Питерсен провел в АХЛ.
6 июня 2023 был обменян в результате трёхстороннего обмена между «Кингз», «Блю Джекетс» и «Флайерз» был обменян в стан последних.

## Международная карьера

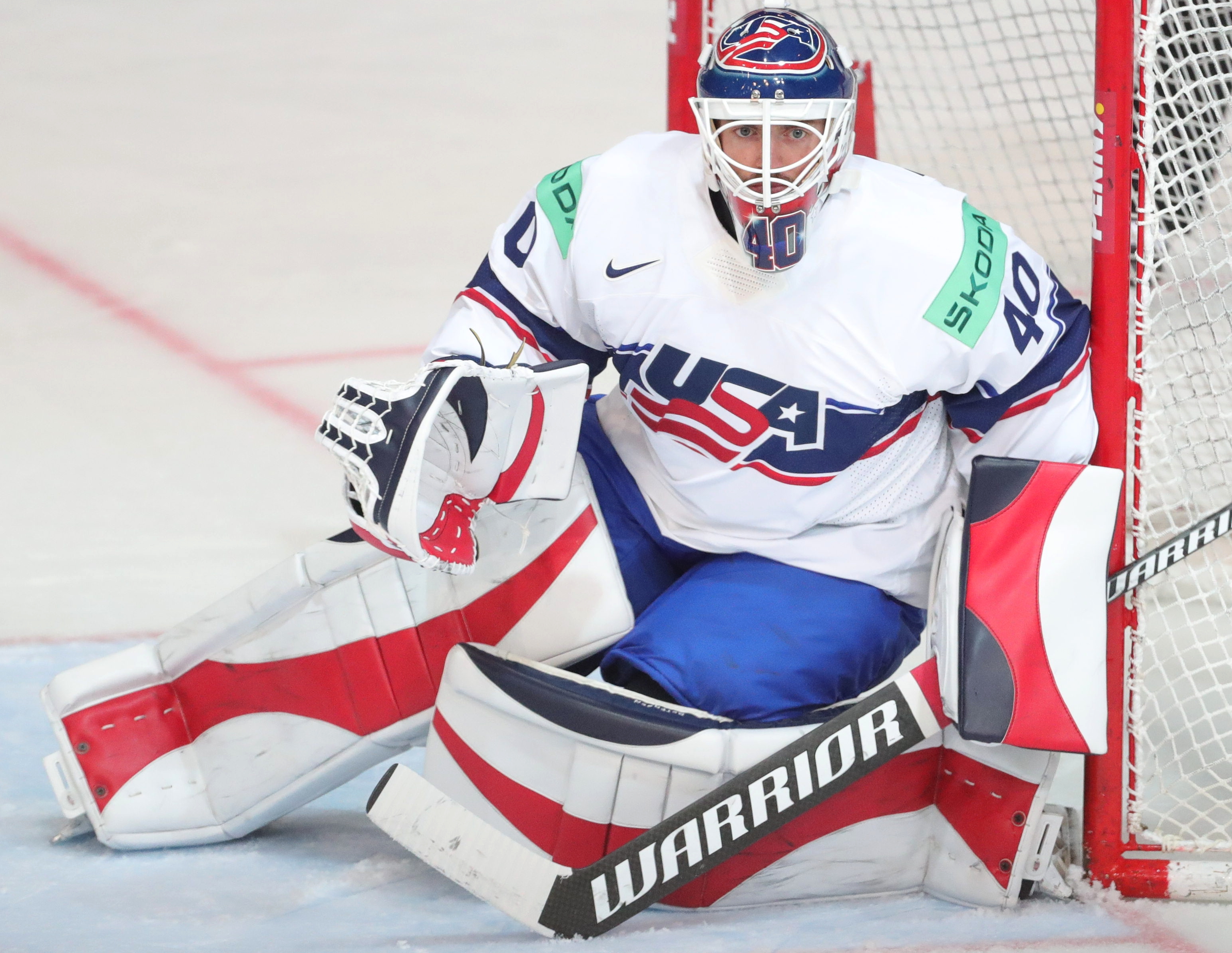
Питерсен на ЧМ-2023

Принимал участие в ЧМ-2021 и ЧМ-2023, где занял в составе сборной США третье и четвертое место соответственно. Также был третьим вратарем США на ЧМ-2017, но не провёл ни одного матча за сборную.

## Семья
Отец Питерсена, Эрик, также был вратарем. Он играл в хоккей с мячом в III дивизионе в университете Вефиля в Миннесоте.